# Tonga (popolo del Malawi)
I Tonga o Batonga sono un gruppo etnico del Malawi settentrionale. Per distinguerli dal popolo omonimo diffuso in Zambia e Zimbabwe, vengono talvolta detti Tonga del Malawi o Nyasa Tonga (Tonga del Niassa, da una delle denominazioni del lago Malawi). I Tonga del Malawi e quelli dello Zambia sono correlati e parlano lingue simili ma distinte, entrambe di ceppo bantu.

## Storia
Secondo la tradizione, i Tonga giunsero in Malawi dal nord, forse dalle aree abitate dai Maravi o dai Tumbuka. Nel 1855 furono soggiogati dagli Ngoni, contro cui tentarono una rivolta fallimentare nel 1876. Il popolo tonga odierno è costituito dalle famiglie che riuscirono a sfuggire al dominio Ngoni, mantenendo la propria cultura e il proprio stile di vita.

## Cultura
I Tonga sono tradizionalmente un popolo di pescatori e di coltivatori di manioca; tuttavia, molti hanno ricevuto un'istruzione di tipo europeo nelle missioni, e svolgono mestieri differenti.
Parte della cultura tonga dimostra l'influenza di quella ngoni; per esempio, la dote in bestiame per i matrimoni. La religione tradizionale tonga, come tutti i culti bantu, è incentrata sul culto degli antenati e degli spiriti.

## Lingua
La lingua dei Tonga del Malawi o chiTonga (codice ISO 639-3 tog) è parlata da circa 200.000 persone. Non coincide con la lingua dei Tonga dello Zambia, pur avendo diversi tratti in comune.